# Scherpenseel (Eschweiler)

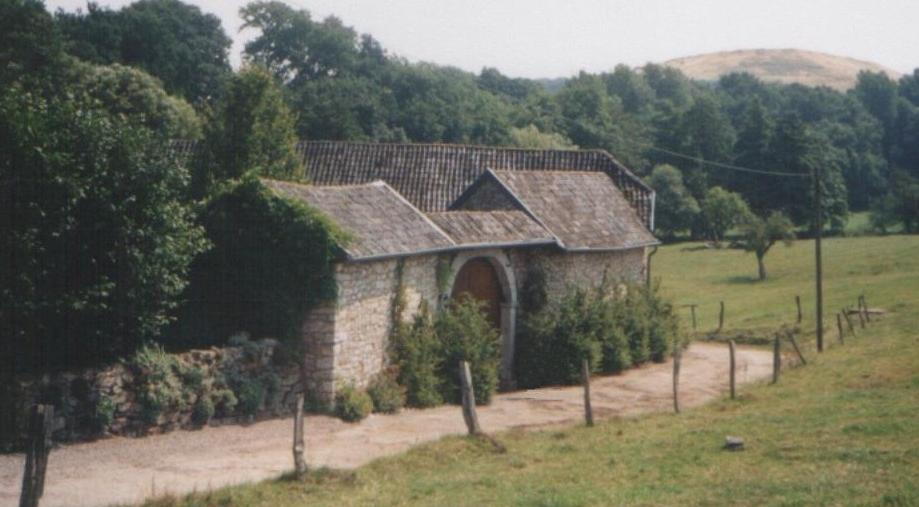
Gressenicher Mühle

Scherpenseel ist ein südöstlicher Stadtteil der nordrhein-westfälischen Stadt Eschweiler und liegt dort zwischen Hastenrath und der Gressenicher Mühle. Scherpenseel bildet zusammen mit Bohl, Hastenrath und Volkenrath eine Pfarrei. Die kleine, bäuerlich geprägte Ortschaft besteht aus nur wenigen Straßen: Im Tempel, Kapellenweg, Keerbenden, Langenerf, Scherpenseeler Straße und Schwarzer Weg. Östlich von Scherpenseel fließt der Omerbach.

## Geschichte
Um Scherpenseel, einem der ältesten Orte im Eschweiler Stadtgebiet, wurden Überreste keltischer Siedlungen gefunden.
Die Straßennamen erzählen große Teile der Scherpenseeler Geschichte:
- Der Kapellenweg, zuerst „Mühlengasse“ nach der Gressenicher Mühle, weist auf die 1894 errichtete Hubertus-Kapelle in Scherpenseel hin. Der Heilige Hubertus wird hier seit rund 300 Jahren verehrt und ist der Schutzpatron der 1866 gegründeten St.-Hubertus-Schützenbruderschaft Scherpenseel.
- Der Keerbenden, was so viel wie „Weide an der Kehre“ bedeutet, ist die Grenzwiese zum Kreis Düren.
- Langenerf ist ein langgestrecktes Erbland.
- In Schwarzer Weg steckt die Farbe des hier transportierten Bergbaugesteins aus den Nothberger Kohlenbergwerken (siehe Eschweiler Bergbau).

1932 kam Scherpenseel zusammen mit Nothberg, Bohl, Hastenrath und Volkenrath an Eschweiler.

## Verkehr
Die beiden Bushaltestellen „Scherpenseel“ und „Schwarzer Weg“ werden von den Stadtbuslinien EW1 und EW3 der ASEAG bedient und verbinden Scherpenseel mit Eschweiler Bushof, Bergrath, Bohl, Volkenrath, Hastenrath, Werth und Gressenich.
| Linie | Verlauf |
| ----- | --- |
| EW1   | Eschweiler Bushof – Rathaus – Bergrath – Nothberg Knippmühle – Bohl – Volkenrath – Hastenrath – Scherpenseel – (Gressenich Kapelle / Werth Brunnenweg) |
| EW3   | Eschweiler Bushof – Rathaus – Bergrath – Nothberg Knippmühle – Bohl – Volkenrath – Hastenrath – Scherpenseel – Werth Brunnenweg                        |

Zwischen 1898 und 1954 wurde Scherpenseel von einer Strecke der Straßenbahn Aachen bedient, zuletzt der Linie 18 von Dürwiß nach Vicht. Die Strecke, deren Bahndamm teilweise heute noch erkennbar ist, verlief in etwa entlang des Hamicher Wegs und weiter auf eigenem Bahnkörper nordöstlich von Scherpenseel in Richtung Gressenicher Mühle. Neben dem Personenverkehr diente sie auch dem Güterverkehr, insbesondere dem Abtransport von Sand und Steinen aus den Steinbrüchen im Tal des Omerbachs zwischen Scherpenseel und Hamich.
Die nächsten Bahnhöfe sind Eschweiler Hbf und Eschweiler-Nothberg.